# キネシマ
座標: 北緯57度26分 東経42度8分 / 北緯57.433度 東経42.133度

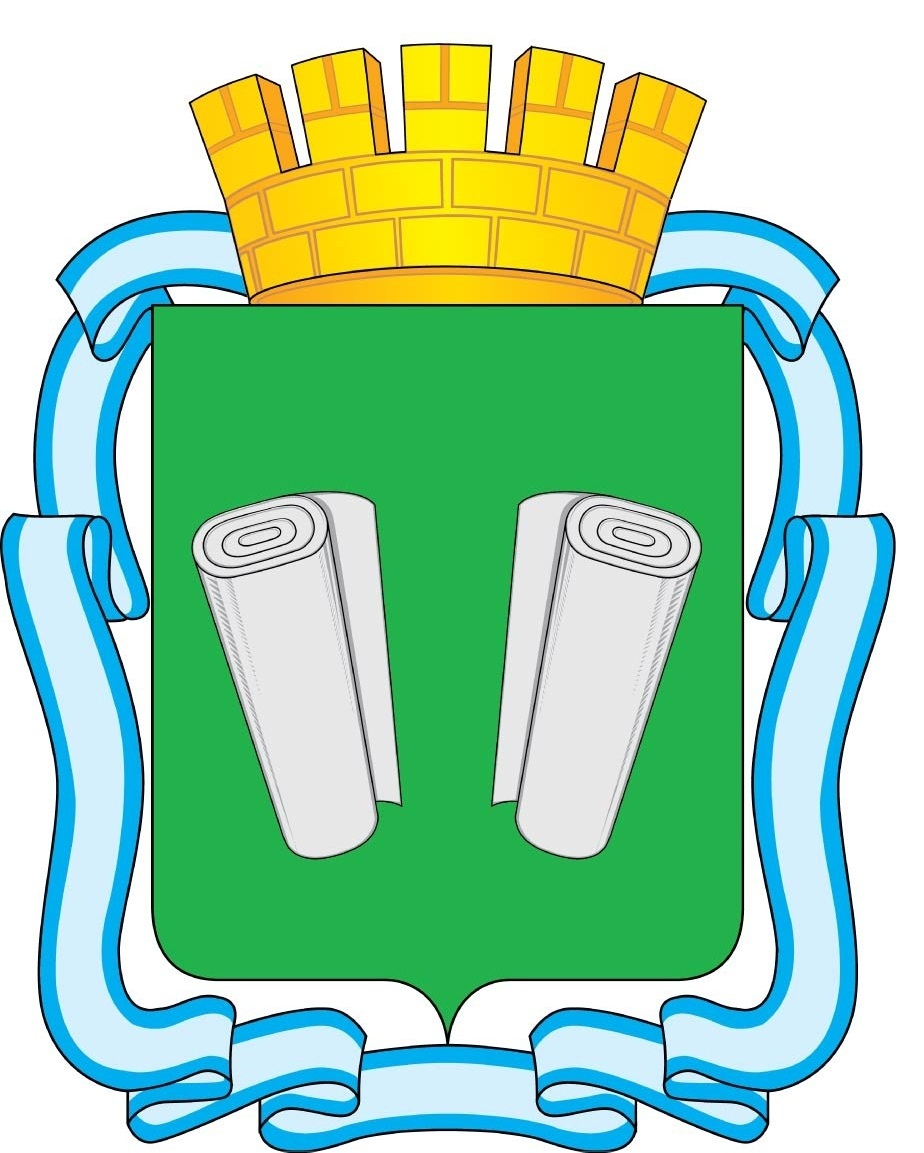
キネシマ市の紋章

キネシマ（ロシア語:Ки́нешма；Kineshma）は、ロシア連邦・イヴァノヴォ州の都市。人口は7万7694人（2021年） 。モスクワの北東400kmにある。ヴォルガ川右岸（南側）に沿って15kmほど市街地が延びており、南西100kmにある州都イヴァノヴォに次ぎ州内では二番目に大きな町。ヴォルガの北の対岸には同じくイヴァノヴォ州に属するザヴォルシスクの街がある。

## 歴史

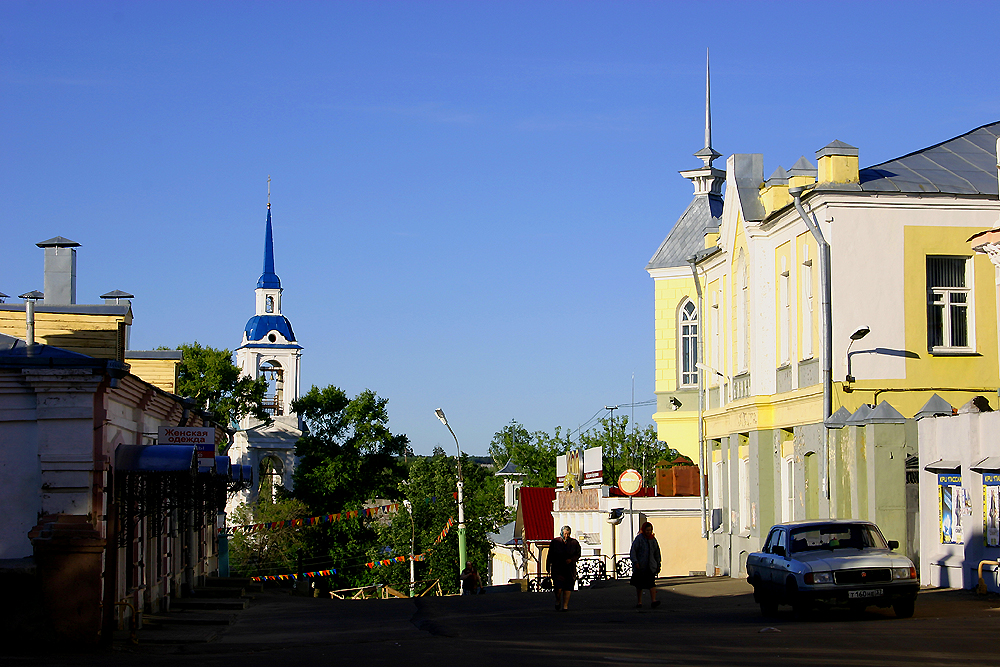
キネシマ旧市街

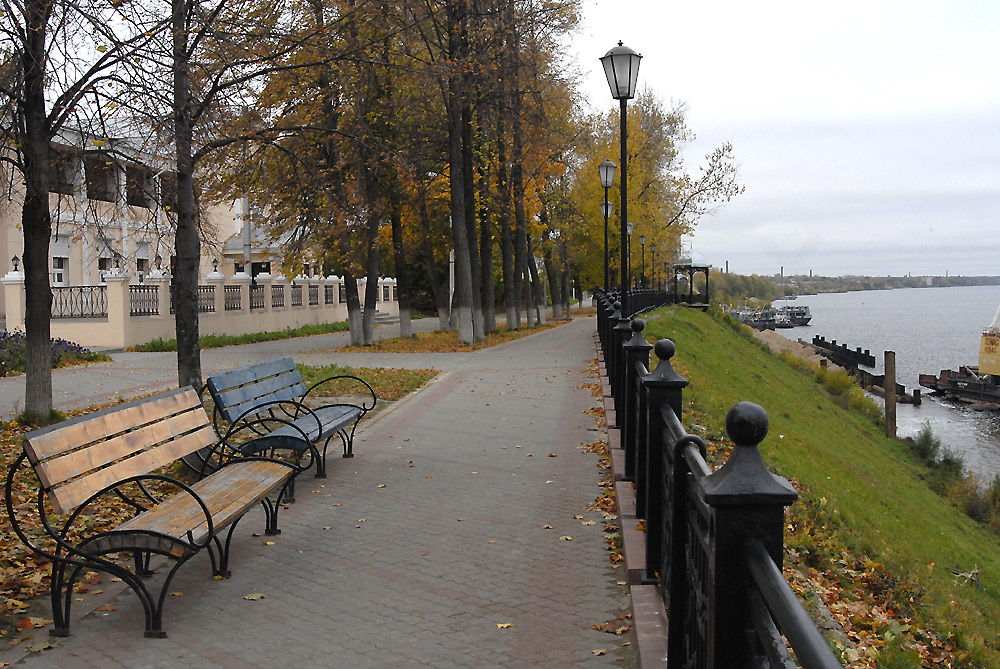
キネシマのヴォルガ川沿いの散歩道

かつてはフィン・ウゴル系の民族メリャ人が住んでおり、「キネシマ」の名は「深い水」を意味する彼らの言葉に由来する。
キネシマの名は1429年、タタール人の襲撃を受けたポサド（パサド、濠に囲まれた集落）の一つとして記録に初出する。1504年、モスクワ大公イヴァン3世はキネシマを、ゲディミナス朝の血を引くベールイの貴族でリトアニア大公国の下からモスクワへ逃げたフョードル・ベリスキー公へと与えた。後にイヴァン4世はキネシマをイヴァン・ペトロヴィチ・シュイスキー公に与えているが、シュイスキーの死後の1587年には再度ツァーリが取り戻している。
ロシアの歴史上、キネシマは様々な地域に属してきた。アルハンゲリスク州、ヤロスラヴリ州、コストロマ県（グベールニヤ）などである。動乱時代の1608年にはポーランド・リトアニア軍により二度略奪を受けた。
16世紀から17世紀、キネシマはヴォルガ川の漁業の中心地で、ここで獲れたチョウザメはツァーリの食卓にも上った。18世紀からは街の主産業は、イヴァノヴォ州の他の町同様に綿花栽培をもとにした繊維工業へと移った。1758年には最初の大きな織物工場が完成し、1777年には町の地位を得て、繊維工業や港湾運送業で栄えた。1871年にはモスクワとの間に鉄道も開通し、繊維工業のほかにも鉄製品の鋳造場や化学工場などが建った。

## 産業

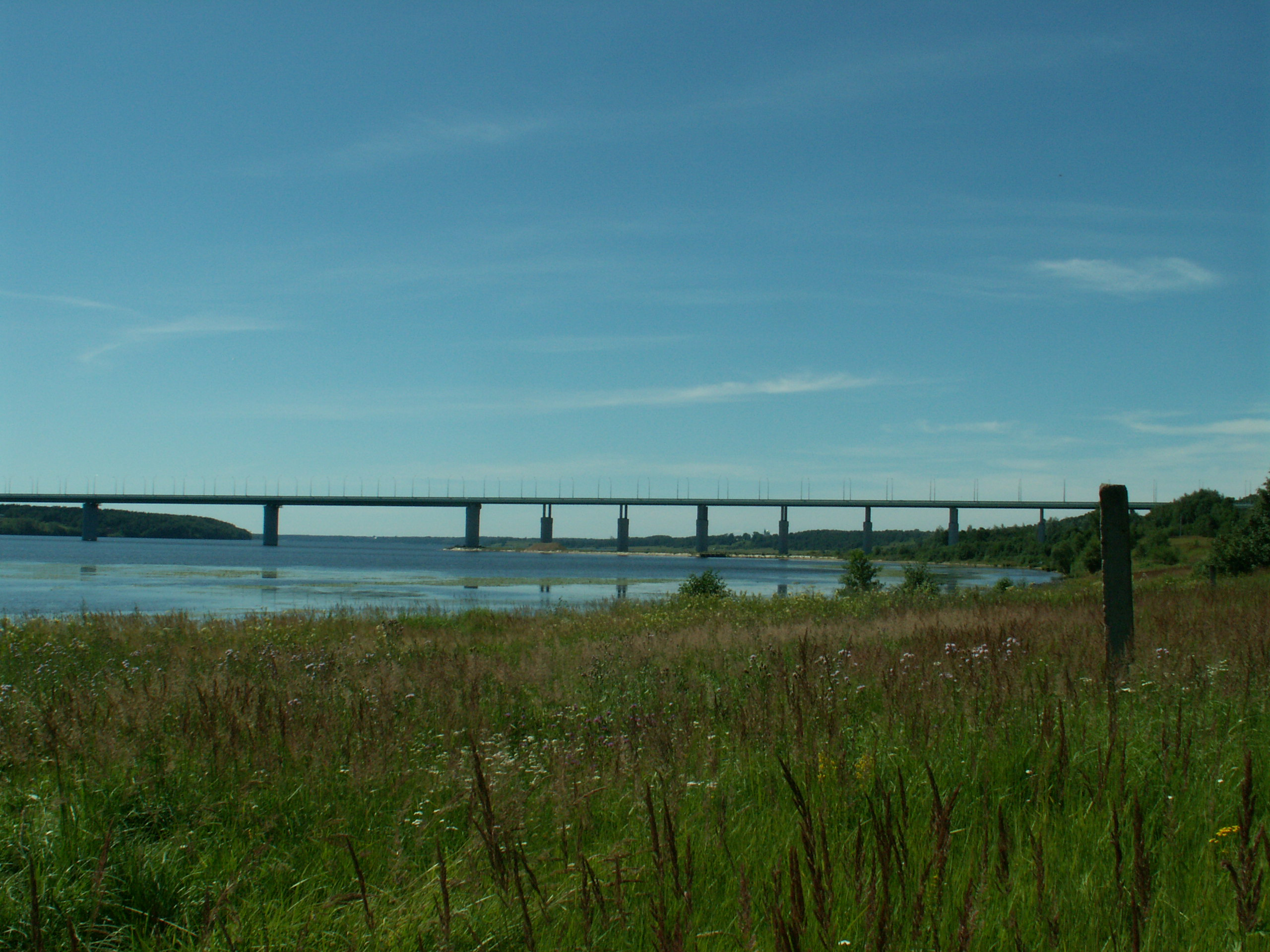
キネシマのヴォルガ川の橋

今日のキネシマは繊維工業、製材業、化学工業などが主産業であり、ヴォルガ川水運の港湾輸送も重要な役割を果たしている。しかしソビエト連邦の崩壊以後、軽工業が打撃を受けており、繊維を中心として栄えてきたイヴァノヴォ州はロシア中央部でも最も経済的に苦しい地方となっている。
キネシマでは鉄道がヴォルガ川を越えており、シベリア鉄道へ向かう列車の一部がキネシマを経由して東へ行く。モスクワのヤロスラヴリ駅からキネシマまでは列車では9時間で到着する。2003年にはキネシマでヴォルガ川を越える新たな道路橋が開通し、対岸との交通は格段に向上した。自動車はロシア製やドイツ製が多かったが、右ハンドルの日本車（中古車）がドイツ車に並ぶほどに増えている。市内の公共交通は私営のミニバスが、他都市との間には大型の観光バスが用いられている。

## 観光

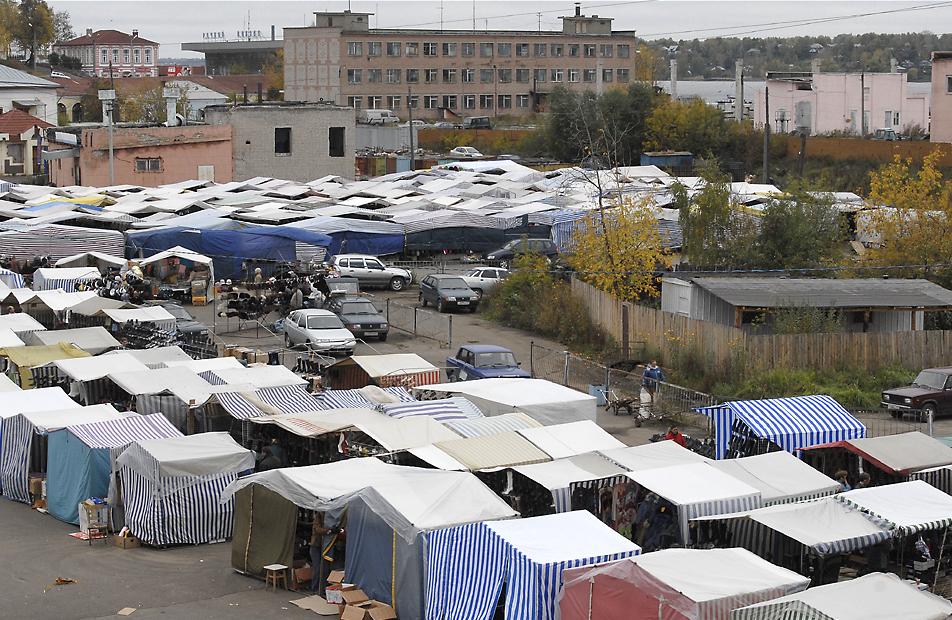
キネシマの市場

キネシマの主な歴史的建造物には1838年から1845年にかけて新古典主義様式で建設された至聖三者大聖堂のほか、18世紀に建てられた聖堂が散在する。また近郊には劇作家アレクサンドル・オストロフスキー、作曲家アレクサンドル・ボロディン、天文学者フョードル・ブレディキンの地所が残り、博物館になっている。